# Togado de Pompelo
El togado de Pompelo es un togatus, una escultura de bronce romana, con una datación establecida de mediados del siglo II, encontrada en la calle de la Navarrería de Pamplona, la romana Pompelo, durante unas excavaciones allí realizadas en 1895 y que se hallaba en paradero desconocido hasta el año 2015 en que fue localizada en una colección privada estadounidense donde la consideraban procedente de la Galia. Es el primer togado en bronce descubierto y el segundo en importancia que se conserva en España. En 1982 en un cortijo de Granada se descubrió, también fortuitamente, el Togado de Periate que gana en prestancia al conservar las piezas intercambiables habituales de la cabeza y la mano izquierda. Esta pieza se conserva en el Museo Arqueológico y Etnológico de Granada. En todo el mundo se conservan trece ejemplares de togados en bronce, de los cuales cinco fueron hallados en Pompeya y Herculano. Por ello, «representa uno de los más notables grandes bronces conocidos en España, y en su género, como escultura de togado, es una de las piezas más importantes de las aparecidas en la península.»

## Historia del hallazgo
En 1895 Juan Iturralde y Suit, en el Boletín de la Comisión de Monumentos Históricos y Artísticos de Navarra, daba cuenta de la noticia del hallazgo de restos arqueológicos durante los trabajos de edificación de una casa en la Calle de la Navarrería, el número 16, de Pamplona. La Comisión de Monumentos Históricos y Artísticos de Navarra, como informaba Iturralde y Suit, «estaba persuadida de que allí se encontrarían vestigios importantes de construcciones romanas» recomendando a los obreros que «procediesen en el movimiento de tierras con gran cuidado.» La razón para tal prevención estaba motivada porque, poco tiempo antes, «se habían hallado pavimentos de mosaico enterrados a profundidad de dos o tres metros» en trabajos realizados en la «Calle de la Curia» que fueron recogidos y preservados «en la antigua Cámara de Comptos, ocupada», por entonces, «por esta Comisión de Monumentos.» Como describía el autor, testimonio cercano y coetáneo:

«Efectivamente; al abrir las zanjas para los cimientos de la casa que en esos mismos solares va á construir el Maestro de Obras de esta ciudad D. José Aramburu, han aparecido, ú profundidad de uno ú tres metros, pequeños trozos de vasijas de tierra roja, de diferentes clases y dibujos, algunas monedas de cobre y varios gruesos muros de mampostería, habiéndose encontrado pocos días hace, en una escavación paralela é inmediata ú la acera de dicha calle, una enorme basa de piedra arenisca, trozos de fuste de gran diámetro, una estatua de bronce de tamaño natural, sin cabeza, muy deteriorada y rota en su mayor parte, sobre la cual se había desplomado una gruesa losa, y por último, una cabeza de bronce que por su tamaño se ve no pertenecía ú aquella estatua sino ú otra de más reducidas dimensiones, y, al parecer, de superior mérito artístico.»
Juan Iturralde y Suit, 1895.

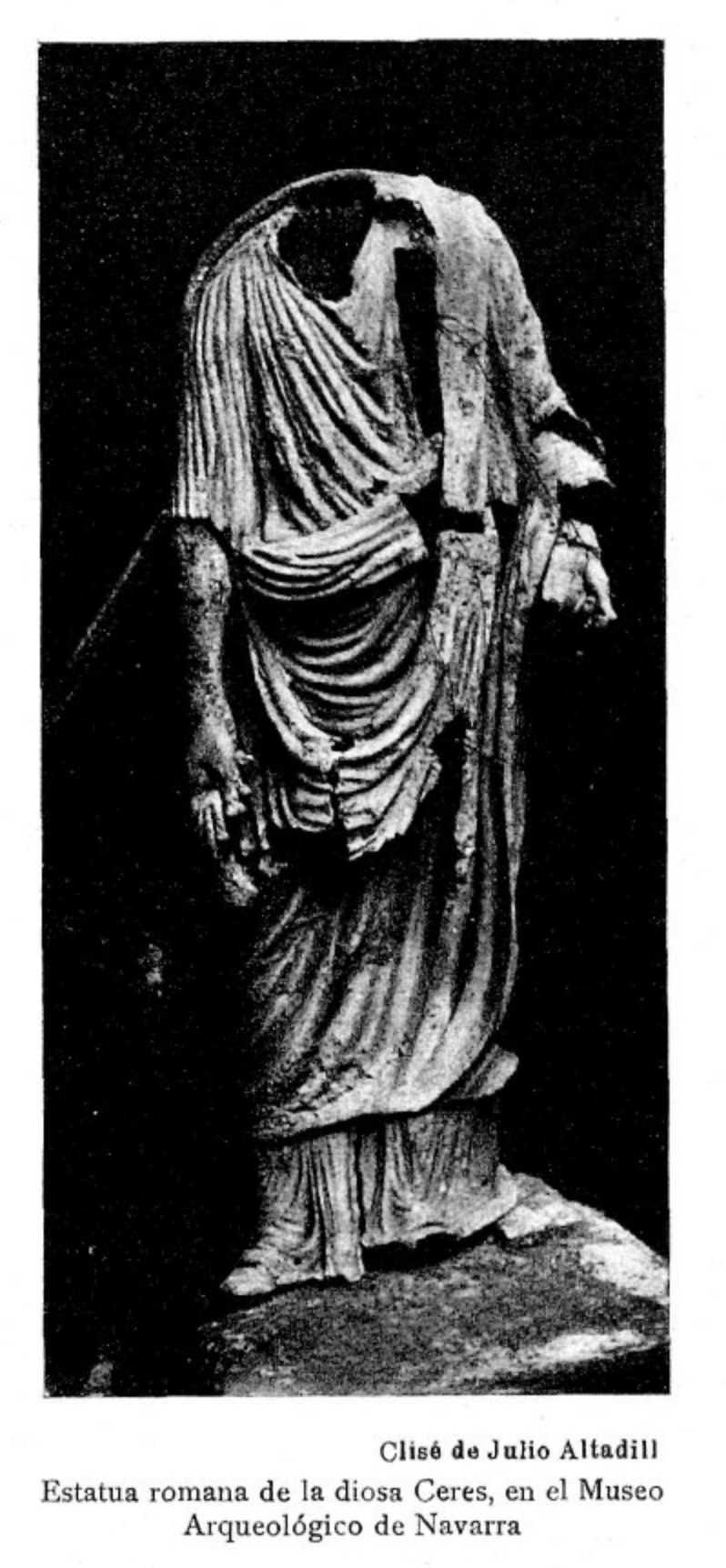
Clisé de Julio Altadill publicado hacia 1918-1921 donde se mostraba la única imagen del bronce hallado en Pamplona. Esta imagen inicial permitió su posterior localización. Nótese que la mano izquierda originalmente estaba hacia arriba mientras actualmente es mostrada al revés.

En 1906, según la normativa legal vigente de la época, el propietario (la persona que lo había descubierto) reclama la pieza que había dejado en depósito a la Comisión y el rastro de la pieza se pierde. Durante muchos años formó parte de una colección particular francesa llegando a ser considerada una escultura galorromana. Se tiene noticia de que en 1970 estaba en Versalles y en 1985 en Nueva York, en la colección particular de John Werner Kluge (1915-2010) tras adquirirla en una subasta de la Royal-Athena Galleries.
Entre abril de 1996 y abril de 1997 estuvo expuesta durante la muestra llamada "The Fire of Hephaistos: Large Classical Bronzes from North American Collections" organizado por la Harvard University Art Museums La historiadora Carol C. Mattusch escribe sobre la escultura en las páginas 343-346 del catálogo de la mencionada muestra y, para estas fechas, ya se le había aplicado a la estatua un nuevo tratamiento de conservación y la mano izquierda se mostrada con la palma hacia abajo.
En 2010 aparece dentro del catálogo de diciembre de la casa de subastas Christie's, en Nueva York indicando su procedencia del "sur de Francia" aunque finalmente, durante la subasta celebrada el día 9, nadie adquiere la pieza. Dos años más tarde, en 2012, se presentó en la exposición "Dialogues Between Art & Design", organizada por Phillips de Pury & Company, sin intención de venta.
En 2015, Manuel Olcina Doménech, director técnico del Museo Arqueológico de Alicante, proyecta como "Togado de Pompelo" la única fotografía existente de Julio Altadill, publicada por la Comisión de Monumentos Históricos y Artísticos de Navarra, durante un congreso para especialistas de todo el mundo de esculturas de bronce romanas celebrado en Aalen. Presente en la sala, la historiadora del arte Carol Mattusch identifica la imagen durante la proyección de esta ponencia, afirmando que la había visto en la colección estadounidense John Kluge.  Ella misma informa sobre su catalogación en 1996 y la inclusión de la pieza en las subastas de Christie's. Olcina notifica a las autoridades navarras sobre su relocalización.
Según informaba Diario de Navarra, «en 2015 un artículo en inglés de los especialistas en escultura romana Luis Romero Novella (Universidad de Navarra) y Rubén Montoya González (Universidad de Leicester, Reino Unido), titulado A rediscovered Togatus from Pompelo». Esta publicación realizada en los Cuadernos de Arqueología de la Universidad de Navarra fue conocida por el actual propietario de la obra, «quien contactó a través de una persona intermediaria con Luis Romero, con el fin de recabar más información sobre el Togado de Pompelo.» Tras ser comunicado al Servicio de Museos del Gobierno de Navarra, se gestionó la estancia de la estatua en Pamplona «mediante un préstamo de larga duración», por un periodo de dos años, produciéndose su llegada a Pamplona el 13 de mayo de 2022. En mayo de 2023, el Gobierno de Navarra anunció que había llegado a un acuerdo previo con el propietario para comprar la estatua por 620.000 dólares.

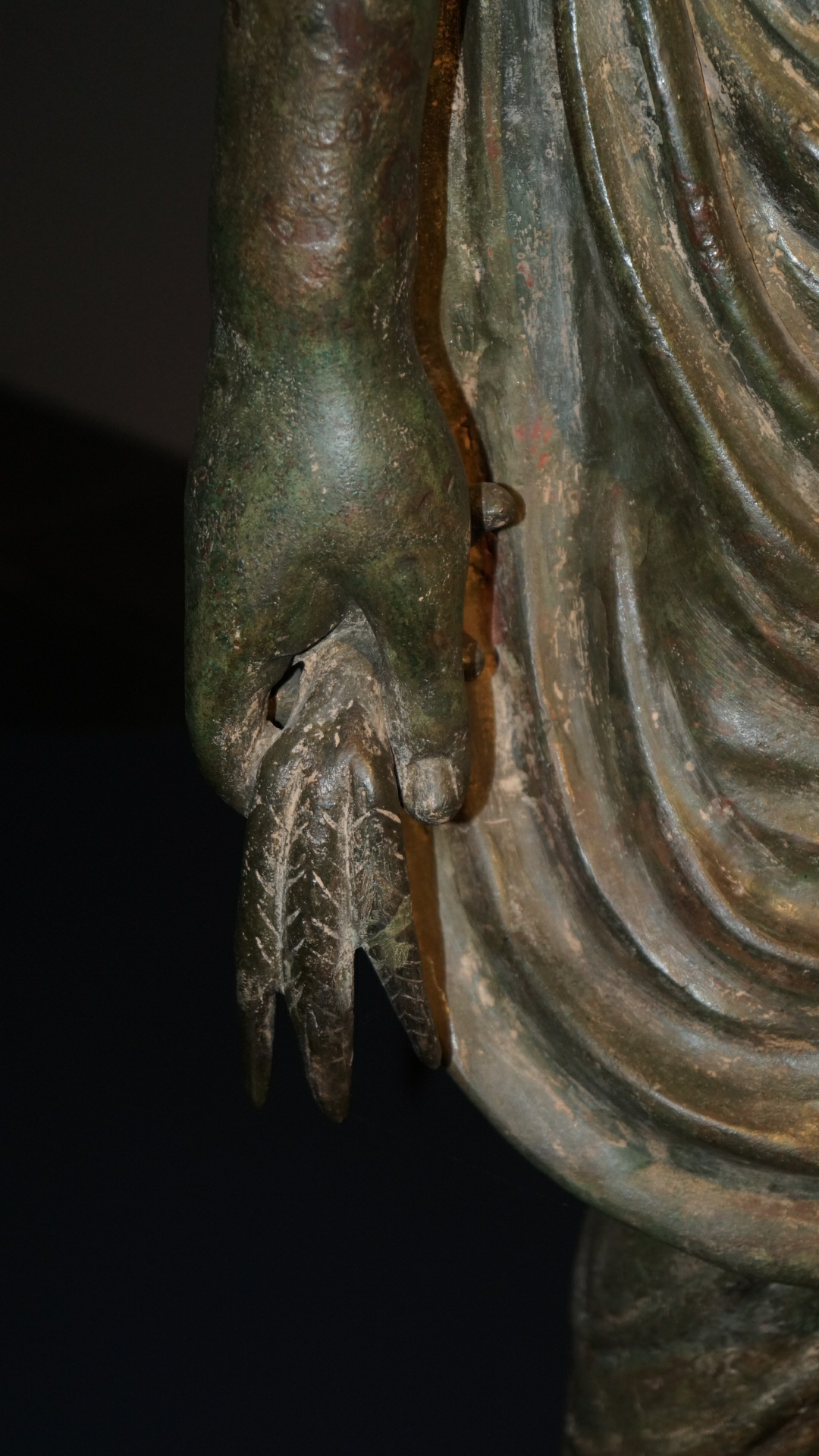
Aspergillum de la mano derecha.

## Descripción
Es una escultura de bronce que mide 127 cm de altura. Juan Carlos Elorza Guinea definió que la toga romana que porta se corresponde a la época Flavia, siendo cronológicamente situado, por Luis Romero Novella y Rubén González Montoya, en la segunda mitad del siglo II d. C. La singularidad de su conservación, como el caso del Togado de Periate, deriva del hecho de que "la mayoría de estas estatuas de bronce eran fundidas, sobre todo en momentos de guerra, para fabricar armas o acuñar moneda. Este es ya un motivo para definirla como una pieza de gran excepcionalidad, incluso en el contexto europeo.”

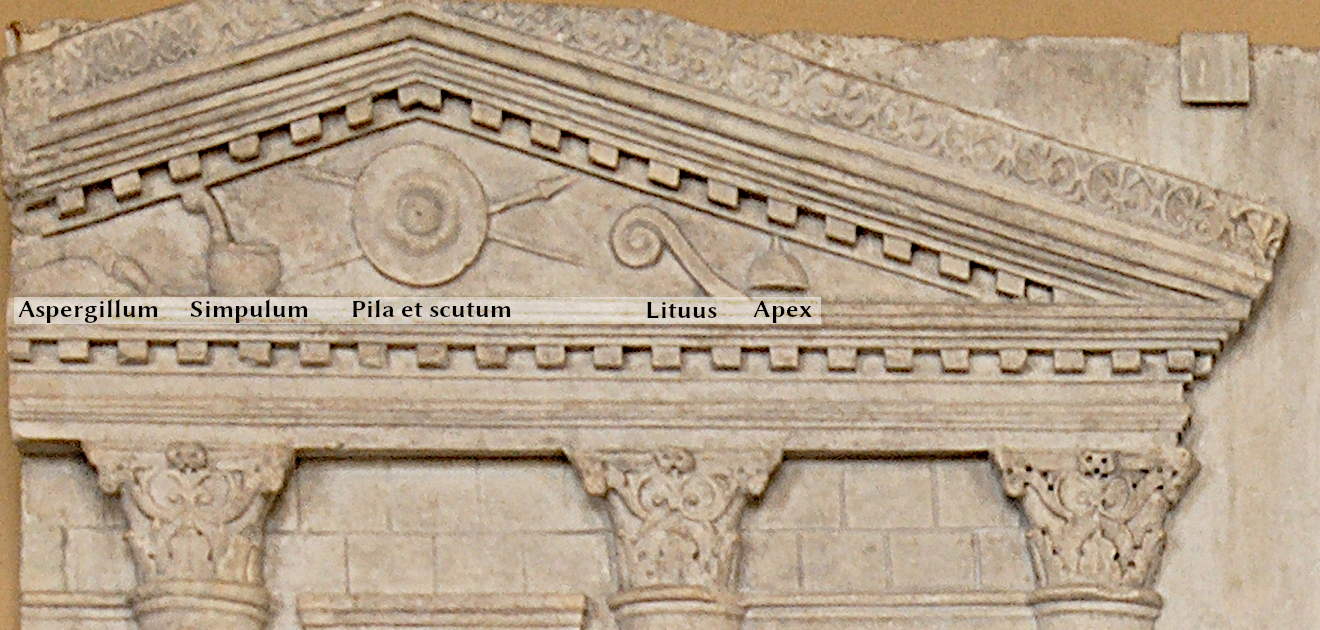
Detalle del relieve arquitectónico romano, del siglo I-II d. C. conservado en el Museo del Louvre (MNC 1786, Ma 992) sobre preparativos de un sacrificio ritual a Marte donde se muestran elementos empleados en ello como un aspergillum (izquierda), un simpulum, pila y scutum (en el centro), un lituus o un apex (derecha).

En un primer momento se consideraba una representación de la diosa romana Ceres «ya que lleva un manojo de espigas en su mano derecha.» Sin embargo, en un examen más preciso, hasta hace poco sobre la única fotografía de la pieza que existía, «ponen inmediatamente de manifiesto que los caracteres anatómicos de la figura no se adecuan a una representación femenina.» Para Elorza Guinea, quedando claro que es una figura masculina, el objeto que portaría en la mano derecha debiera ser un atributo propio del cargo como la pátera o el rótulo y no una gavilla, que considera inexacto. Recientemente tal atributo se identifica con un "aspergillum", elemento ritual utilizado para el esparcimiento de líquidos a modo como se usa en la liturgia cristiana un hisopo o aspersorio. Esta identificación, «muy poco común, [ya que] apenas se conocen togados que lo lleven,» confiere mayor singularidad al hallazgo que se suma a los escasos togados en bronce conservados. Por análisis comparado con «relieves y altorrelieves romanos» se ha podido precisar la naturaleza de este, hasta ahora, enigmático elemento.

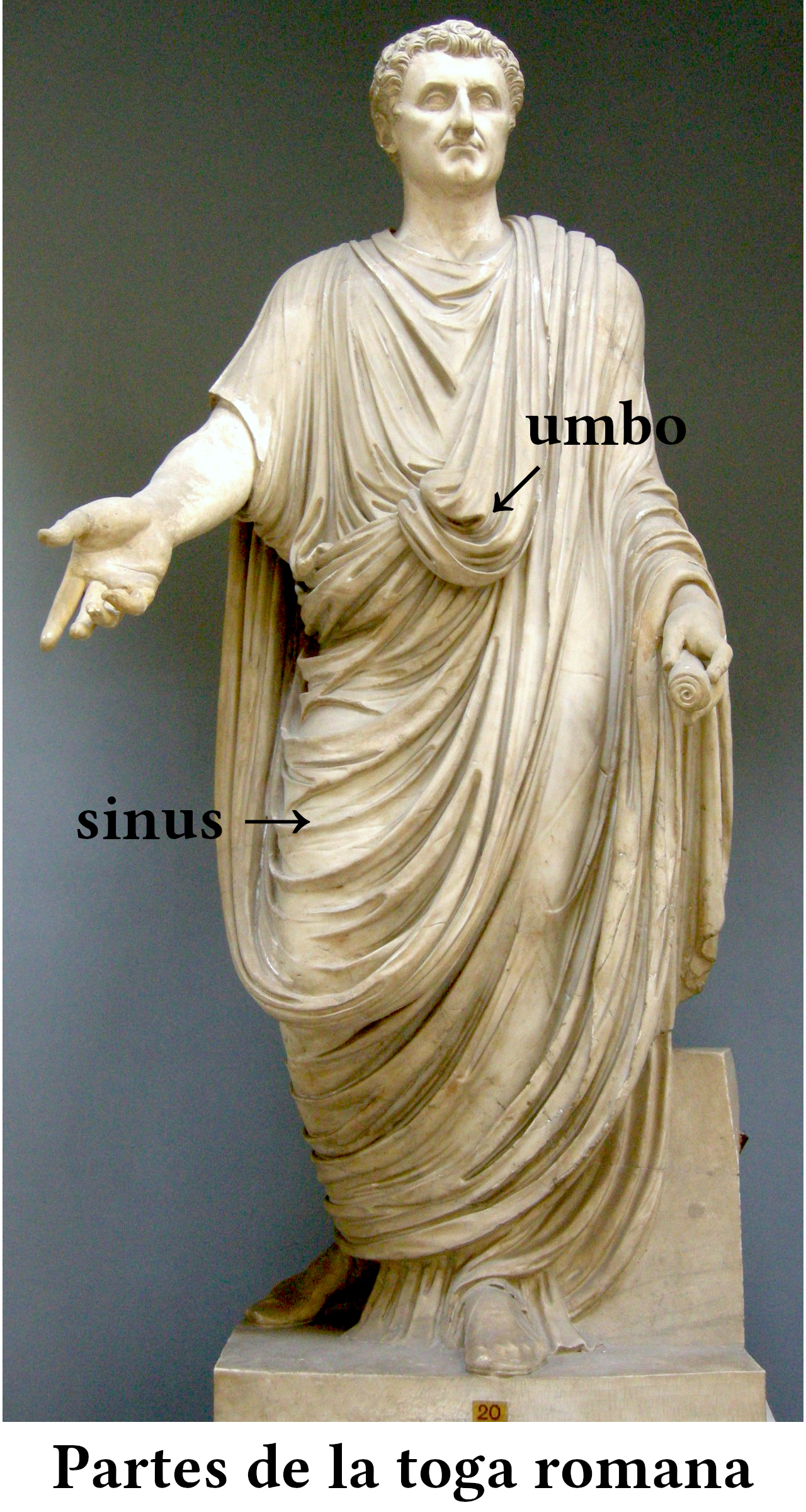
Partes de la toga romana

En base a la fotografía conservada, Elorza también «advierte que, a pesar del buen estado general de conservación, en el momento del descubrimiento la escultura carecía ya del umbo de la toga y de la parte inferior del sinus de la misma.» Consideraba «que lo que el personaje sujeta con su mano no es otra cosa que el borde de los pliegues más exteriores del sinus, como sucede entre otros muchos casos.»
 

Con todo, Elorza Guinea destaca como los pliegues de la toga cubren la parte inferior hasta los pies «(lo que es más propio de una escultura femenina) cosa muy poco frecuente en los togados.» 

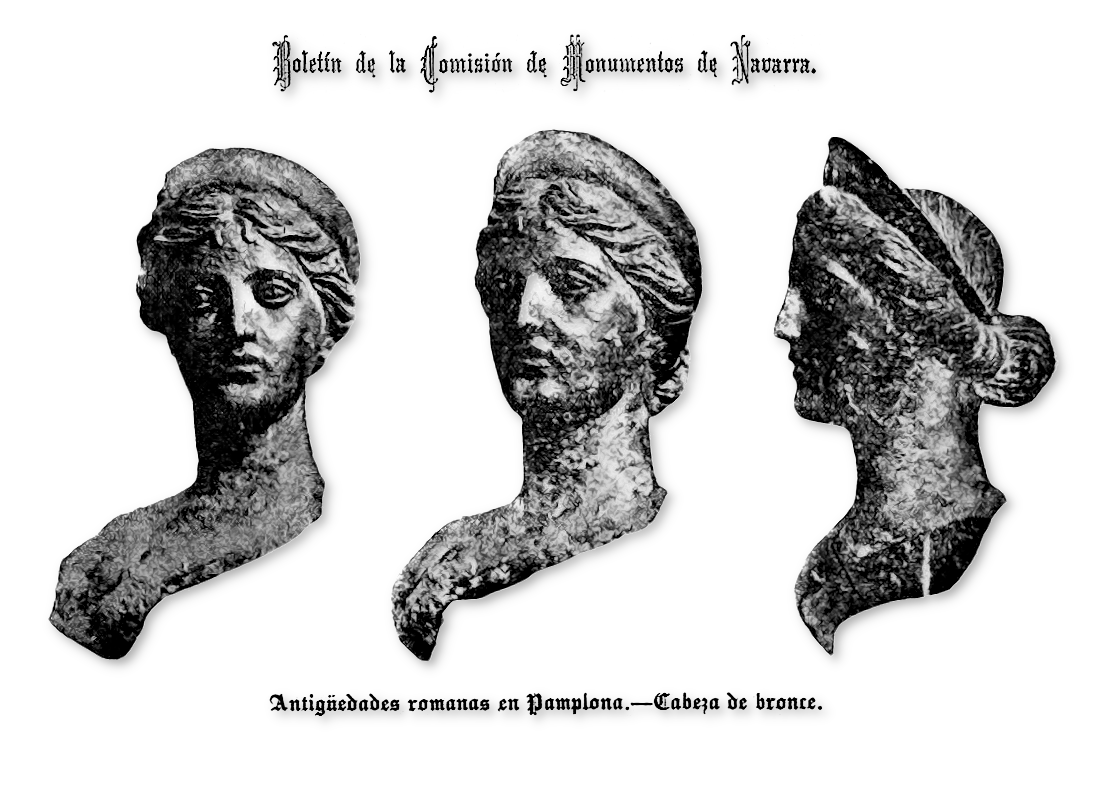
"Vestigios de la dominación romana en Pamplona" según reza en la fotografía conservada en el Archivo Municipal de Pamplona.

## Contexto arqueológico
A diferencia del cuidado actual en las excavaciones arqueológicas, este hallazgo no estaba acompañado de un contexto de evidencias adecuado que facilitara su datación. Se tiene noticia, por estudios más recientes, que el forum de Pompelo estaba situado en las cercanías de la Plaza de la Navarrería por lo que hay una vinculación próxima.

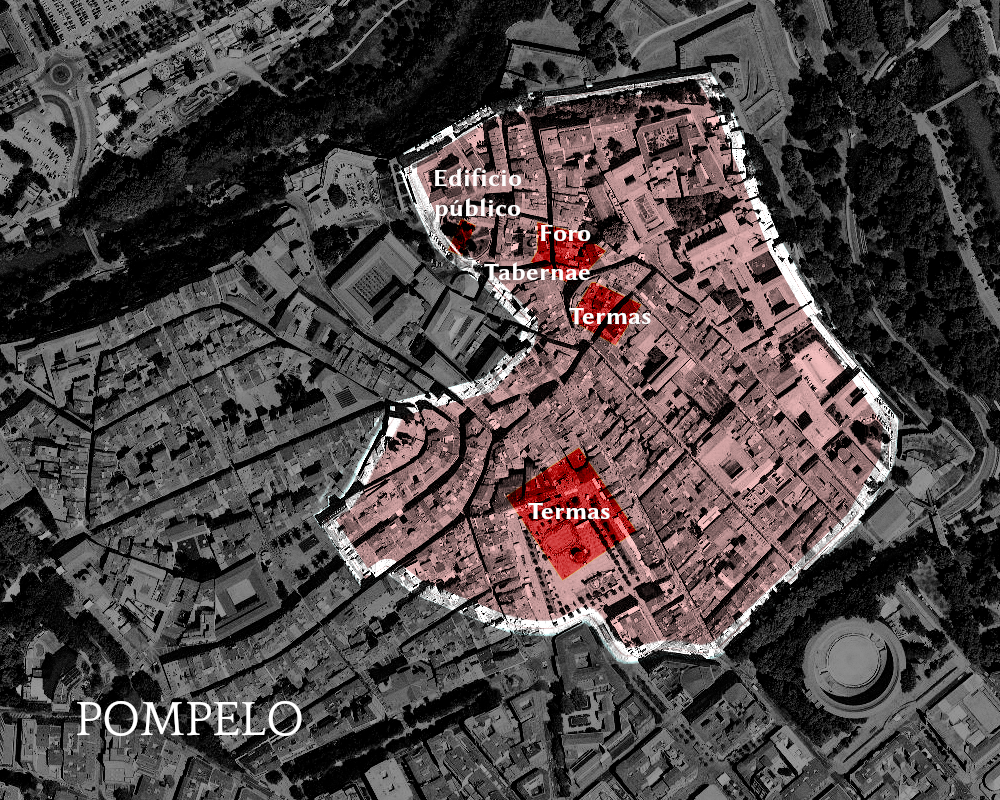
Pompaelo

Durante las mismas excavaciones aparecieron otras piezas significativas. Destaca una «bellísima pequeña escultura de bronce» representando el rostro de una deidad romana que, inicialmente, se identificó con la diosa Juno. Sin embargo, este punto no ha podido ser ratificado ya que, al igual que pasó con el togado, se perdió la pista sobre su paradero. A día de hoy, a diferencia de aquel, sigue sin localizarse.

## Debate abierto: figura masculina o femenina
Recientemente, tras varios estudios realizados por dos investigadores, Carmen Marcks-Jacobs y Hans Rupprecht Goette, se ha planteado que la estatua representara a una niña (entre 10-12 años) vistiendo la toga praetexta. Pero también han surgido opiniones igualmente autorizadas, como Lucrezia Ungaro, antigua directora del Museo de los Foros Imperiales de Roma, que pide prudencia y más estudio ante esta afirmación en tanto que parece palpable que la pieza ha sido objeto de varios reensamblados con elementos de diversa procedencia (hasta «23 secciones fundidas por separado») y porque en base al Derecho romano el uso femenino de la toga praetexta era algo insólito; por lo general, la empleaban en adultos, reservada para autoridades y cargos romanos (senadores, cónsules, curules o magistrados) mientras que los jóvenes, antes de la pubertad, también podían llevarla.